# كيميكو شيراتوري
كيميكو شيراتوري (白鳥 公子)، هو لاعب كرة قدم. ولعبت مع منتخب اليابان لكرة القدم للسيدات.